# Кламати

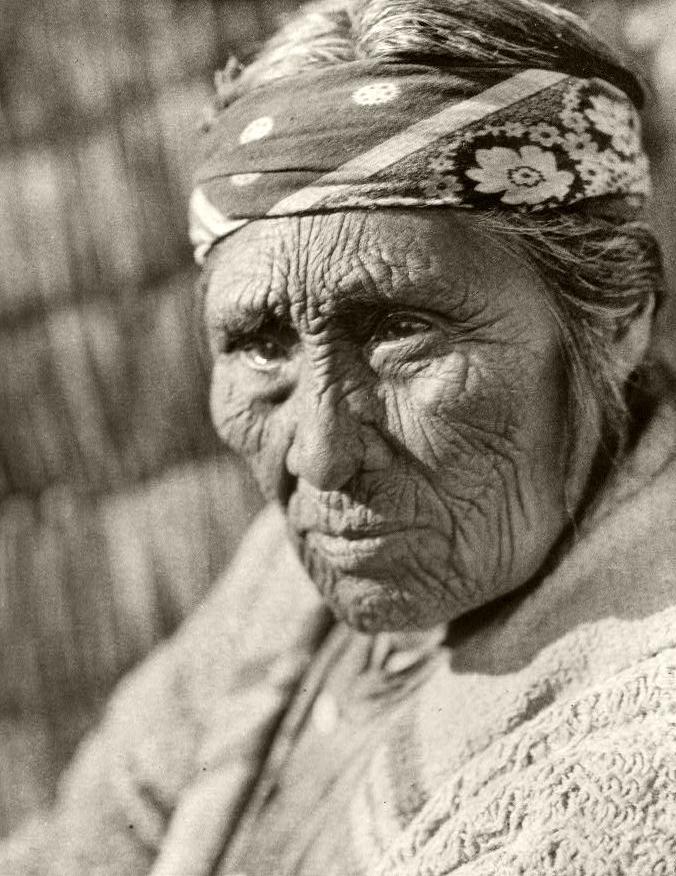
Літня кламатська жінка, Едвард Ш. Кертіс, 1924 р.

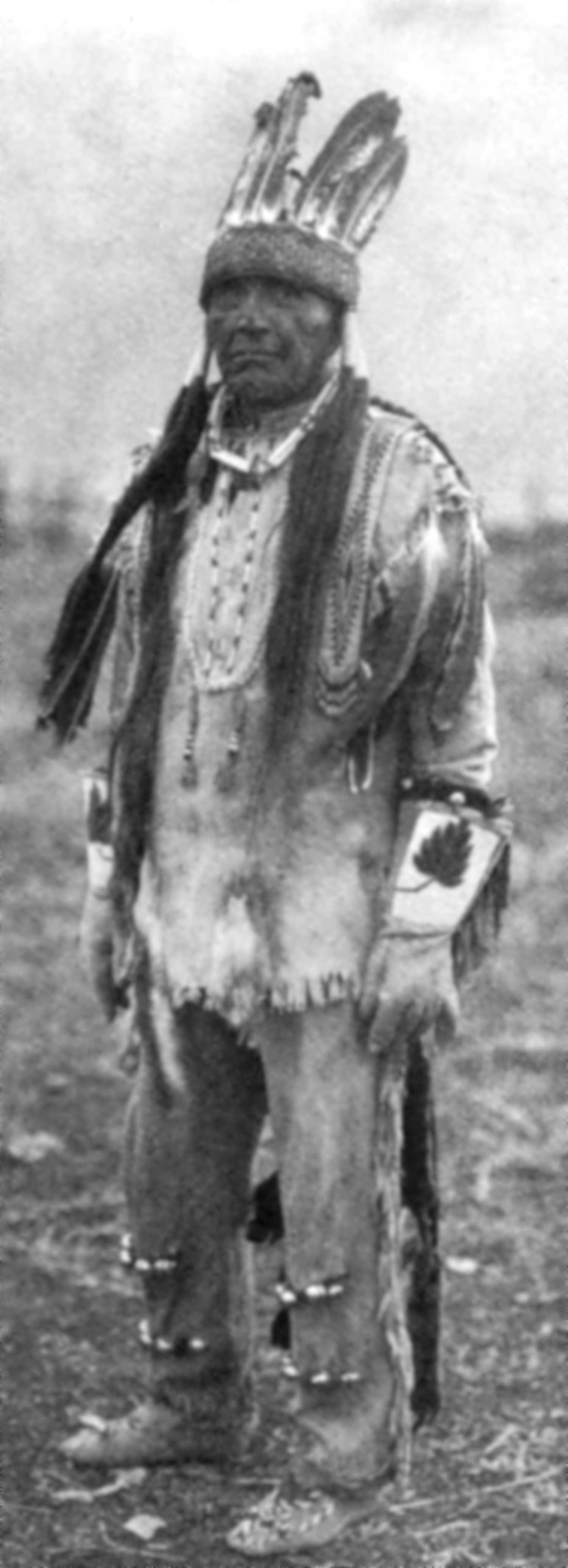
Кламатський чоловік

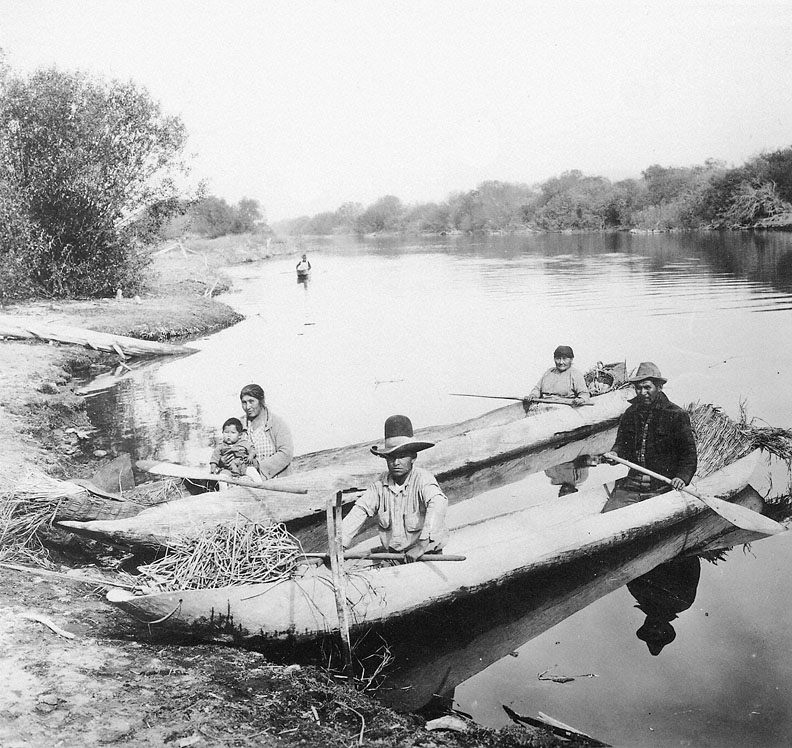
Кламатські люди в каное, 19 століття

Клама́ти — корінне американське плем'я культури Плато у Південному Орегоні та Північній Каліфорнії. Сьогодні кламатці зараховані до федерально визнаних племен:
- Племена кламатів (кламати, модоки та ягускін — група індіанців північних паютів)
- Індіанська громада Кварцової долини (кламати, каруки (кароки) та шаста (часта)), Каліфорнія.

## Історія

### Попередній контакт
Кламати жили в околицях Аппер-Кламат (E-ukshi — «Озеро») і Кламат, Вільямсон (Kóke — «річка»), Вуд-Рівер (E-ukalksini Kóke) і Спрейг (Plaikni Kóke — «Річка вгору») річки. Вони харчувались переважно рибою та збирали коріння та насіння. Поки були відомі їхні найближчі сусіди, мабуть, кламати не знали про існування Тихого океану. Гатшет описав цю позицію як залишення кламатів, які живуть у «тривалій ізоляції» від зовнішніх культур. 
На північ від їхньої племінної території жили молала (Kuikni maklaks), на північному сході та сході в рівнинах, схожих на пустелі, були різні північні пайутські групи (Shá'ttumi, загальний термін для північних паютів, банноків та північних шошонів) — серед них група гоятока («Поїдачі раків»), прямо на південь від них модоки кін (Mo'dokni maklaks — «Південні Люди, тобто Люди з озера Туле»), з якими вони ділили плато Модок, на південному заході жили народи шаста (S[h]asti maklaks) і річка Кламат далі за течією карук і юрок (обидва: Skatchpalikni -« Люди вздовж річки Скотт»), на заході та північному заході були латґава («Нагірна Такельма») (за Шпіром: Walumskni — «Ворог») і такельма/дагельма («Низовина/Річка Такельма») (більш імовірно, обидва називались: Wálamsknitumi, Wálamskni maklaks — «Люди-розбійники з річки»). За Каскадними горами (Yámakisham Yaina — «гори північників») у долині річки Роуг (Wálamsh) мешкали атабасканці «Роуг-Рівер» (Wálamsknitumi, Wálamskni maklaks — «Люди Роуг-Рівер») і далі на південь вздовж річки Піт (Moatuashamkshini/Móatni Kóke — «Річка південних мешканців») жили ачомаві та ацугеві (обидва вони називались: Móatuash maklaks — «Південний мешканець», або «Південний народ»).
Кламати, як відомо, здійснювали набіги на сусідні племена, такі як ачомаві на річці Піт, і іноді брали полонених як рабів. Вони торгували з Васко-Вішрамом у Те-Деллз. Однак такі вчені, як Альфред Л. Кребер та Леслі Спір, вважають, що ці набіги кламатів із захоплення рабів починаються лише з придбанням коня.  
Ці тубільці зробили південний Орегон своєю домівкою надовго, щоб засвідчити виверження гори Мазама. Це була легендарна вулканічна гора, яка є творцем озера Крейтер (giˑw), яке зараз вважається прекрасним природним утворенням.

### Зв'язок
У 1826 році Пітер Скен Огден, дослідник компанії Гудзонової затоки, вперше зіткнувся з племенем кламатів, і він торгував з ними до 1829 року. Фронтир Сполучених Штатів Кіт Карсон милувався їхніми стрілами, які, як повідомлялося, могли стріляти через будинок.

### Договір зі США
Кламати, модоки та ягускінська група північних паютів (у паютів, відомі як: Goyatöka — «поїдачі раків»), яких помилково називали зміями верхньою спрог-рівер, який, як вважають, був групою зміїних індіанців, збірна назва, яку дали племенам північних паютів, банноків та шошонів , які підписали договір зі США у 1864 р. про заснування резервації Кламат на північний схід від озера Верхній Кламат. Ця територія в основному була частиною традиційної території, контрольованої групою ă′ukuckni кламати.  Договір вимагав від племен уступити землю в басейні Кламат, обмежену на півночі 44-й паралеллю Сполучених Штатів. Натомість Сполучені Штати мали здійснити одноразовий платіж у розмірі 35 000 доларів США та щорічні платежі на загальну суму 80 000 доларів США протягом 15 років, а також забезпечити інфраструктуру та персонал для резервації. Договір передбачав, що якщо індіанці випивають або зберігають хмільний алкоголь у резервації, виплати можуть бути утримані; США також можуть в майбутньому розмістити додаткові племена в резервації. Племена просили Ліндсей Епплгейт як агента, який представляв би їм Сполучені Штати. Індіанський агент підрахував загальну чисельність трьох племен приблизно у 2000, коли був підписаний договір.

### Історія після укладення договору
Після припинення визнання їхнього племінного суверенітету в 1954 р. (з федеральними платежами, що не виплачувались до 1961 р.), кламати та сусідні племена реорганізували свій уряд і відродили ідентичність племен. Кламати разом із модоками та ягоскінами утворили визнану федерацією конфедерацію племен кламатів. Їхній племінний уряд розташований у місті Чилоквін, штат Орегон.
Деякі кламати живуть в індіанській громаді Кварцової долини в окрузі Сіскью, Каліфорнія.

## Культура

### Підрозділи
Традиційно серед кламатів існувало кілька культурних підрозділів, виходячи з місця їхнього проживання в басейні Кламат. Незважаючи на це, п'ять визнаних «племен» (племен кламатів нараховується шість) взаємно вважали однією і тою ж етнічною групою, загалом близько 1200 чоловік.  Як і багато корінних культур північно-західного регіону Тихого океану, кламати жили напівосідлим життям. Зимові поселення знаходились у постійних місцях, які щороку повторно заселялись. Будівництво земляних будинків розпочиналася восени з матеріалів, вивезених із занедбаних, напівзруйнованих будівель, збудованих у попередні роки. Леслі Спеєр докладно описала деякі моделі зимових поселень кламатів:
Міста не відособлені, компактні групи будинків, а тягнуться вздовж берегів на півмилі і більше. Насправді поселення на річці Вільямсон під річковим вузлом Спраг утворюють практично безперервну низку будинків на відстань п'ять-шість миль, побутові ями в багатьох місцях переповнені тісно. Інформатори наполягали на тому, що багато з них були зайняті одночасно. Коли ми враховуємо, що в цих земляних будинках, можливо, проживало кілька сімей, існує велике переконання про значну кількість населення. 
- Ǎ'ukckni («Люди кламати-марш» або «Люди кламат-марш-річки Вільямсон»)
- P'laikni («Люди долини річки Спраг» або «Нагірні кламати», літ. « Жителі нагір'я»)
- Kowa'cdikni («Агентське озеро/Люди з болотного озера»)
- Du'kwakni («[Нижні] Люди Вільямсон-Рівер»)
- Gu'mbǒtkni («Люди Пелікан-Бей»)
- Iu'laloηkni («Люди кламат-фоллз (Лінк-Рівер)»)

### Шлюб
Шлюб був унікальною практикою для кламатів у порівнянні з сусідніми культурами, знайденими в прикордонних районах сучасних Орегону, Каліфорнії, Невади та Айдахо. Наприклад, на відміну від хупа, карук і юрок, то кламати не проводять офіційні переговори між сім'ями щодо ціни нареченої. Особливо помітною була культурна норма, яка дозволяла дружинам залишати чоловіків, оскільки вони «ні в якому разі не були рухомим майном … і, безумовно, не можуть бути витребувані як володіння». 

### Етноботаніка
Кламати використовують кутру конопляну як клітковину і їдять коріння Lomatium canbyi.  Вони використовують підщепи Sagittaria cuneata як їжу.

### Клики
Денталієві оболонки були поширеними серед кламатів до колонізації. Порівняно з іншими корінними культурами, клики не були настільки витратні серед кламатів. Однак довші клики, як правило, вважалися більш цінними. Тим не менше ці черепашки цінувались насамперед як прикраси та особисті прикраси.  Пірсинг в перегородці зазвичай робили молодшим членам сімейства кламатів, щоб дозволити вставляти кістки. Однак деякі люди не використовують жодної кістки в своїй перегородці.  Спеєр надає такий спосіб для їх використання:
Перегородку носа проколюють і мочки вух, останню двічі або навіть частіше. Обидві статі вставляють оболонки денталію горизонтально через перегородку … Вушні підвіски — це група з чотирьох зубчиків, підвішених у пучку за кінчики. 
Застосування денталію в пірсингу перегородки, на додаток до інших засобів орнаментації, було поширеним і серед васко-вішрамів. 

## Класифікації
Кламати групуються з індіанцями плато — народами, які спочатку жили на плато річки Колумбія. Вони були найбільш тісно пов'язані з народом модока.

## Мова
Кламати розмовляли одним діалектом мови кламат-модок — північним або «fi-ukshikni» діалектом, інші — «південним» діалектом, на якому розмовляло плем'я модоків, які жили на південь від кламатів. Колись вважався мовним ізолятом, кламат-модок тепер вважається членом мовної сім'ї Пентуанського плато. 
І кламати, і модоки називали себе маклаками, маклагами або маклаками, що означає «народ». Коли вони хотіли розрізнити між собою, вони додали knii («люди з/з»), кламатів називали ?ewksiknii, "люди озера [Кламат], а модоків називали moowatdal'knii, «люди півдня».

## Видатні люди кламатів
- Наталі Болл (нар. 1980), міждисциплінарний художник

## Подальше читання
- Annual report of the Commissioner of Indian Affairs to the Secretary of the Interior for the year 1865: Reports of Agents in Oregon Washington: United States Office of Indian Affairs, 1865.
- Hale, Horation (1892). The Klamath Nation: the country and the people. Science. 19 (465): 6—7. doi:10.1126/science.ns-19.465.6. PMID 17813801. Архів оригіналу за 12 Січня 2021. Процитовано 10 Січня 2021.
- Hodge, Frederick Webb.  Handbook of American Indians north of Mexico. Washington: Government Printing Office, 1907.
- Mithun, Marianne. (1999). The languages of Native North America. Cambridge: Cambridge University Press. ISBN 0-521-23228-7 (hbk); ISBN 0-521-29875-X.
- Waldman, Carl.  Encyclopedia of Native American Tribes.  New York: Checkmark, 1999.  ISBN 0-8160-3964-X